# 丰特努耶
丰特努耶（法語：Fontenouilles）是法国勃艮第-弗朗什-孔泰大区约讷省的一个旧市镇，属于欧塞尔区。该市镇2009年时的人口为221人。
丰特努耶已于2016年1月1日和相邻的另外13个市镇合并成为了"沙尔尼-奥雷德皮赛"（Charny Orée de Puisaye）。

## 人口
丰特努耶人口变化图示
| 数据来源：INSEE |